# Allium therinanthum
Allium therinanthum — вид трав'янистих рослин родини амарилісові (Amaryllidaceae), поширений у Ізраїлі.

## Опис
Цибулина яйцеподібно-куляста, 10–30 × 8–25 мм, зовні коричнево-чорнувата, всередині біляста. Стебло висотою 25−40 см, циліндричне, голе, прямостійне. Листків 4, зелені, голі, з пластиною 8–20 см завдовжки, 2–3.2 мм шириною, напівциліндричні. Суцвіття нещільне, 20–50 квіткове; квітконіжки прямостійні, нерівні, довжиною 10–30(60) мм. Оцвітина дзвінчаста, від білуватого до солом'яного кольору з пурпуровим відтінком, листочки оцвітини однакові, еліптичні, округлі на верхівці, 5−5.5 × 2−2.2 мм завширшки, середня жилка пурпурно-зелена. Пиляки жовті, довгасті, 1.1 × 0.8 мм. Коробочка триклапанна, оберненояйцеподібна, зелена, 4.5−5.5 × 4.5−5 мм. 2n = 16.

## Поширення
Поширений у північному Ізраїлі.
Пізньоквітий вид, що росте на вапняних субстратах у гірській місцевості, де він зустрічається на тінистих ділянках, зазвичай під покровом відкритих лісових угідь Quercus boissieri.

## Загрози та охорона
Нині популяції, як видається, не піддаються особливій загрозі прямою людською діяльністю, перебуваючи у військовій зоні, яка також є заповідником (наприклад, природний заповідник Хермон). Однак збільшення випасу худоби в останні роки призвело до подрібнення багатьох рослин.

## Етимологія
Видовий епітет стосується типової поведінки цвітіння наприкінці літа; від давньогрецького therinos — «влітку», anthos — «квітка».